# Langelinie Allé
Langelinie Allé er en ca. 2 km lang gade på Østerbro. Den begynder ved Kastellet og Langelinie mod syd, bevæger sig mod nordøst indtil en lille rundkørsel ved Indiakaj, og derefter stik nord med Søndre Frihavns østbassin på den ene side og Nordhavnen på den anden side.
Alléen tager naturligvis sit navn fra sin beliggenhed nord for det egentlige Langelinie, hvis navn stammer fra 1700-tallet. Gaden blev navngivet allerede omkring 1908 som Langelinievej. Oprindeligt omfattede navnet hele den østlige mole i Frihavnen og den brede promenade, som er anlagt ovenpå varehusene ved Frihavnens østmole. Først i 1996 blev efterleddet ændret, så den fik sit nuværende navn: Langelinie Allé.

## Omgivelser
I rundkørslen ligger et kolossalt anker for at minde os om stedets maritime historie. Syd for rundkørslen færdes der mest turister, på vej mod Den lille Havfrue. Der er ikke så meget allé over Langelinie Allé i dag, undtagen i den sydlige ende hvor der blandt andet står japanske kirsebærtræer. Bag dem står Søfartsmonumentet, der et stort monument af en kvinde med vinger. Det er det officielle danske mindesmærke for de mange søfolk, der omkom under 1. verdenskrig, da havene omkring Danmark var fyldt med miner.
Der lå engang fire langstrakte pakhuse på Langelinie, heraf kun det ene er bevaret til vore dage. Det er også det betydeligste med en anderledes bygningskonstruktion og en rig udvendig sandstensdekoration. Det er tegnet af arkitekt Vilhelm Dahlerup, der var Frihavnens første og førende arkitekt. Det stammer fra Frihavnens indvielsesår 1894.
I ældre tid kaldtes bygningen Pakhus I, men hedder nu med rette Dahlerups Pakhus.
De andre tre pakhuse var i 1970'erne i meget dårlig stand, og i 1977 blev der faktisk givet tilladelse til nedrivning af to af dem. De øvrige pakhuse på molen blev nedrevet i 1993 og blev derefter erstattet af nybyggeri på resten af østmolen. De nye bygninger er opført, så de passer med den gamle bebyggelse, og bruges til kontor og boliger.
På spidsen af Langelinien henligger (2010) et øde areal, hvor Jørn Utzon engang projekterede et højhushotel. Som de fleste andre Utzon-planer for København, blev tankerne ikke realiserede. Området ejes af ATP, der er i gang med at opføre et kontorhus.
Yderst ude var der planer om et højhus, der skulle korrespondere med et tilsvarende hus på Marmormolen på den modsatte side af indsejlingen. De to højhuse skulle bindes sammen af en cykel- og gangbro. Projektet var tegnet af den amerikanske arkitekt Steven Holl. Bygningerne bliver ca. 100 meter høje og gangbroen 65 meter over vandet, så Oslobåden lige kan slippe igennem. Projektet blev senere ændret til opførelse af et enkelt højhus, hvilket ikke vil kunne realisere virkligheden om en offentlige gangbro hen over bassinet. 
Langs Langelinie Allé løber en promenade, der er hævet op ovenpå de gamle skibslagerhaller, hvor der i dag er forretninger, hvis primære kundegrundlag er krydstogtturister. Promenaden er meget brugt af hundeluftere, joggere og ikke mindst fodgængere, der herfra kan nyde den fine udsigt over havnen til Lynetten og Trekroner. Promenaden er anlagt ovenpå Langelinieskurene og inspireret af forbilleder i bl.a. Genova og Antwerpen.
Ingeniøren Holger Hammerich fremsatte i 1890'erne planen til Langelinie-anlægget i tilslutning til Frihavnen. Han er i dag mindet ved en lille trind obelisk med marmorrelief på promenaden. Den har stået der siden 1918. Hammerichs mindesten på Langelinie har indgraveret det forkerte årstal, "1895", for Frihavnens indvielse. Det korrekte årstal burde være 1894.
Midt på Langelinie Allé står en moderne skulpturgruppe. Den er udført af Bjørn Nørgaard som en pendant til Edvard Eriksens berømte havfrue længere inde på Langelinie. Skulpturen har Nørgaard kaldt den Den Genmodificerede Havfrue, og hun ses i vandet med familien på land i fantasifulde organiske former. På kajen er opstillet offentligt tilgængelige motionsmaskiner, der dog sjældent ses i brug.
Yderst på østmolen ligger Molekiosken, som den har heddet længe, mindst et halvt århundrede, og Molepavillionen, der tidligere hed "Langelinies Chokolade-Kiosk", en lille parkeringsplads og rundkørsel. Her er der mange motorcyklister, der holder træf, og her spiser man is. Movias buslinje 26 har holdeplads på spidsen.
Langs kajen kan selv store skibe lægge til, og mange af de ca. 200.000 turister, flest amerikanere, der kommer med krydstogtskibene i Østersøen, lægger til her. København er i dag et af verdens mest besøgte krydstogtsturistmål, selvom de fleste og største skibe nu lægger til i Nordhavnen, hvor vanddybden er større til nutidens mægtige skibe.
Den 2. oktober 1943 afgik et skib fra denne mole, hvor danske jøder om bord på det tyske troppetransportskib Warteland blev deporteret til Schwinemünde (vore dages Świnoujście) og derfra videre i kreaturvogne til kz-lejren Theresienstadt, hvor de var fanger i halvandet år. Med samme skib var også danske kommunister, som blev sendt til kz-lejren Stutthof. På spidsen af Langelinie Allé står der en sten, opsat af Theresienstadt-Foreningen i oktober 2008, doneret af en anonym tidligere kz-fange.
Herfra sejlede også Jutlandia af sted til Korea. Over 10.000 mennesker var mødt op ved Langeliniekajen 21. januar 1951 for at vinke farvel til det flydende hospitalsskib. Før afrejsen blev det også til kongeligt besøg af Frederik 9. og Dronning Ingrid, samt mindehøjtidelighed og taler fra udenrigsminister Ole Bjørn Kraft, inden skibet stævnede mod slagmarkerne i Korea. I den sydlige ende af østmolen er det opsat et mindesmærke for skibet.